# Marlen Khutsiev
Marlen Khutsiev (russisk: Марле́н Марты́нович Хуци́ев) (født 4. oktober 1925 i Tbilisi i det Sovjetunionen, død 19. marts 2019 i Moskva i Rusland) var en sovjetisk filminstruktør og manuskriptforfatter.

## Filmografi
- Vesna na Zaretjnoj ulitse (Весна на Заречной улице, 1956)[2][3]
- Dva Fjodora (Два Фёдора, 1958)
- Mne dvadtsat let (Мне двадцать лет, 1965)
- Ijulskij dozjd (Июльский дождь, 1967)
- Posleslovije (Послесловие, 1983)
- Beskonetjnost (Бесконечность, 1991)